# Inon Zur

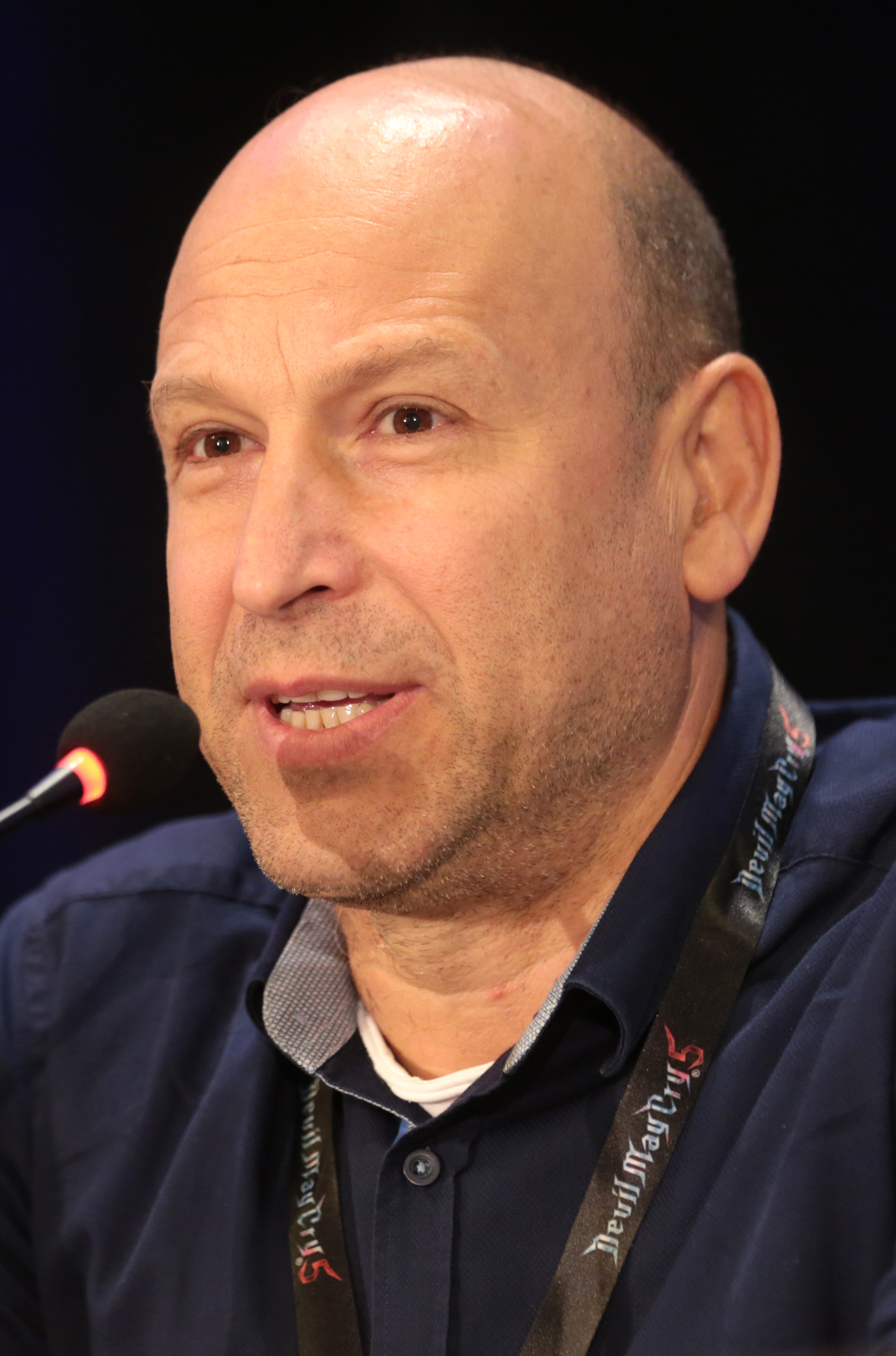
Inon Zur (2018)

Inon Zur, hebräisch ינון צור (geboren am 4. Juli 1965 in Israel), ist ein israelisch-amerikanischer Komponist für Film, Fernsehen und aus dem Bereich der Computerspiele.

## Leben
Inon Zur kam in Israel zur Welt. Ab acht Jahren erlernte er das Klavierspiel. Er schloss an der Music Academy of Tel Aviv ab und studierte ab etwa 1990 an der Dick Grove School of Music und der University of California, Los Angeles. Daran anschließend vertonte er über 360 Episoden verschiedenster Fernsehserien, zu Beginn beim Fox Family Channel. Agent und Mentor Bob Rice überredete ihn dann, es mit Videospielen zu versuchen, die ihm zu dieser Zeit wie „Rauschen und Piepsen“ vorkamen.
Er lebt und arbeitet in Los Angeles.
Die Arbeiten des „'A' list composers“ sind zum überwiegenden Teil orchestral und vergleichbar Hollywood-Komponisten wie Steve Jablonsky, dem deutschen Hans Zimmer oder Basil Poledouris. Mit machtvoll eingesetzten Blechbläsern und komplexen, widerspenstigen Perkussionsmustern treibt er seine Kompositionen oft in bemerkenswerte Höhepunkte, wie beispielsweise zu hören in dem vollständig elektronischen Fallout 3. Dabei bewährte er sich ebenso mit beruhigenden und atmosphärischen Stücken, man denke an minimalistische Melodien wie in dem prozedural generierten Crysis oder an Prince of Persia, welcher gar Lawrence von Arabien (Maurice Jarre) heraufbeschwört.
Crysis wurde eingespielt vom Northwest Sinfonia Orchestra in Seattle, und stand auf dem Programm des Video Games Live-Konzerts am 20. August 2008 in der Arena Leipzig. Zur nahm schon auf mit namhaften Orchestern wie der Seattle Symphony, der Salt Lake City Symphony, der Tel Aviv Symphony oder dem Eblana Chamber Choir aus Dublin. Für Men of Valor erhielt er den Game Audio Network Guild (G.A.N.G.) Award. Fallout 3 ist nominiert für die British Academy Video Games Awards. Weiterhin schrieb er B2B-Musik zu Filmtrailern von Hollywood-Blockbustern (nicht im Handel erhältlich). Was Software und Standards anbelangt, arbeitet er mit modernem MIDI, GigaStudio Samples, Pro Tools und Cubase VST 5.1.
Team Xbox sagte er: „Im Fernsehen oder im Kino hängt man am Bild. […] Bei Spielen schreibt man Stücke von Musik, die für sich alleine stehen“ und IGN: „Ich glaube, Musik ist eine emotionelle Dimension […] Ich spiele das, was der Spieler fühlen soll, statt zu beschreiben, was er gerade anguckt.“

## Diskografie
Spiele, wo nicht anders angegeben. Auszugsweise
- 1998–1999: Mystic Knights (TV)
- 1999: Star Trek: New Worlds
- 2000: Star Trek: Klingon Academy
- 2001: Baldur’s Gate II: Thron des Bhaal (Beteiligung)
- 2002: Icewind Dale II
- 2003: SOCOM 2: U.S. Navy SEALs
- 2003: Lineage II: The Chaotic Chronicle
- 2003: Lionheart: Legacy of the Crusader
- 2004: Syberia II
- 2004: Champions of Norrath
- 2004: Crusader Kings
- 2004: Shadow Ops: Red Mercury
- 2004: Men of Valor
- 2005: Warhammer 40,000: Dawn of War – Winter Assault
- 2005: Combat: Task Force 121
- 2005: Prince of Persia: The Two Thrones
- 2005: Pirates of the Caribbean: The Legend of Jack Sparrow
- 2006: Warhammer 40,000: Dawn of War – Dark Crusade
- 2007: Company of Heroes: Opposing Fronts
- 2007: Crysis
- 2008: Fallout 3
- 2008: Prince of Persia, mit Stuart Chatwood
- 2009: Dragon Age: Origins
- 2010: Fallout: New Vegas
- 2011: RIFT
- 2011: Dragon Age 2
- 2015: Fallout 4
- 2015: Sword Coast Legends
- 2017: Syberia 3
- 2018: Fallout 76
- 2021: Outriders
- 2022: Syberia - The World Before[15]
- 2023: Starfield
- 2025: Amerzone – The Explorer's Legacy